# Zabid (huyện)
Huyện Zabid là một huyện thuộc tỉnh Al Hudaydah, Yemen. Đến thời điểm năm 2003, huyện này có dân số 155585 người